# Элифер ап Эйнион
Элифер (лат. Eleutherius , валл. Eliffer), а также Элифер Создатель Великого Войска (валл. Eliffer Gosgorddfawr; 480—560) — правитель королевства Эбрук в 505—560 годах.
Элифер стал королём Эбрука после смерти Эйниона ап Мора, который возможно был ему отцом. Его другим отцом мог быть Артуис Пеннинский.. Брат Элифера, Кейдио, получил Северный Солуэй, который был выделен из северных владений Регеда. Свой эпитет — «Создатель Великого Войска» — он получил за создание знаменитого войска пеших копейщиков, имевшего славу непобедимого и охранявшего восточные рубежи государства от саксов. Его женой была Эрвидила, дочь Кинварха Регедского. Элифер стал прототипом короля Пелинора у Мелори, а его сыновья прототипами Рыцарей Круглого Стола.